# 深坑慈聖宮
深坑慈聖宮，俗稱蘇王廟，位於臺灣新北市深坑區土庫莊，地址是北深路一段300號，為主祀蘇府千歲民間信仰王爺廟。該建物興建於1982年，今為位於深坑之仿古廟宇建築。另外，該廟宇的組織型態為管理人制，祭典日期則是每年農曆之四月十二，每年都會到鹿港奉天宮進香。
慈聖宮內主祀蘇府千歲，當地相傳是由嘉慶五年（1800年）隨著鹿港蘇氏人士奉請而來。千歲信徒組織檀越會，深坑集順廟興建後，即在廟中同祀。由於時常降筆開方濟世，為了方便降筆，被信眾迎請至土庫庄賴仲坑獨立建廟，即今日深坑慈聖宮。配祀金湖蘇、邱、梁、秦、蔡五府千歲。
蘇王廟前夜市，是每週二、五的17點30分開始至23點，夜市位於廟對面的大空地，有上百間廠商共襄盛舉，著名美食包括蚵仔煎、滷味、牛排、串烤、豬血糕、章魚燒、藥燉排骨及快炒等。